# Fédération d'athlétisme de Macédoine du Nord
La Fédération d'athlétisme de Macédoine du Nord (en macédonien Atletska Federacija na Severna Makedonija, AFSM) est la fédération d'athlétisme de la Macédoine du Nord, affiliée à l'Association européenne d'athlétisme et à l'IAAF. Son siège est à Skopje.